# Chilenana obrienorum
Chilenana obrienorum är en insektsart som beskrevs av Freytag och Delong 1971. Chilenana obrienorum ingår i släktet Chilenana och familjen dvärgstritar. Inga underarter finns listade i Catalogue of Life.